# Projekt 97P
Projekt 97P (jinak též třída Ivan Susanin) je třída hlídkových ledoborců sovětského námořnictva. Jde o upravenou ozbrojenou verzi civilních ledoborců třídy Dobryňa Nikitič. Celkem bylo postaveno osm plavidel této třídy. Ve službě jsou od roku 1973. Po rozpadu SSSR je převzala ruská pobřežní stráž. K roku 2020 byly ve službě ještě čtyři jednotky.

## Stavba
Celkem bylo v Leningradu postaveno osm jednotek této třídy.
Jednotky projektu 97P:
| Jméno                                          | Založení kýlu      | Spuštěna          | Vstup do služby   | Status                           |
| ---------------------------------------------- | ------------------ | ----------------- | ----------------- | -------------------------------- |
| Ivan Susanin                                   | 31. července 1972  | 28. února 1973    | 30. prosince 1973 | V 70. letech odzbrojen, aktivní. |
| Aysberg                                        | 17. října 1973     | 24. dubna 1974    | 25. prosince 1974 | Vyřazen 2006.                    |
| Ruslan                                         | 26. prosince 1973  | 28. května 1974   | 26. září 1975     | V 70. letech odzbrojen, aktivní. |
| Anadyr (ex Dněpr, ex Imeni XXV sjezda KPSS)    | 16. července 1975  | 14. února 1976    | 30. září 1976     | Vyřazen 2015.                    |
| Dunaj                                          | 24. prosince 1976  | 5. srpna 1977     | 31. prosince 1977 | Vyřazen 2017.                    |
| Něva                                           | 23. listopadu 1977 | 28. července 1978 | 27. prosince 1978 | Aktivní.                         |
| Volga                                          | 27. prosince 1979  | 19. dubna 1980    | 26. prosince 1980 | Aktivní.                         |
| Murmansk (ex Irtyš, ex Imeni XXVI sjezda KPSS) | 22. dubna 1980     | 3. července 1981  | 25. prosince 1981 | Vyřazen 2013.                    |

## Konstrukce

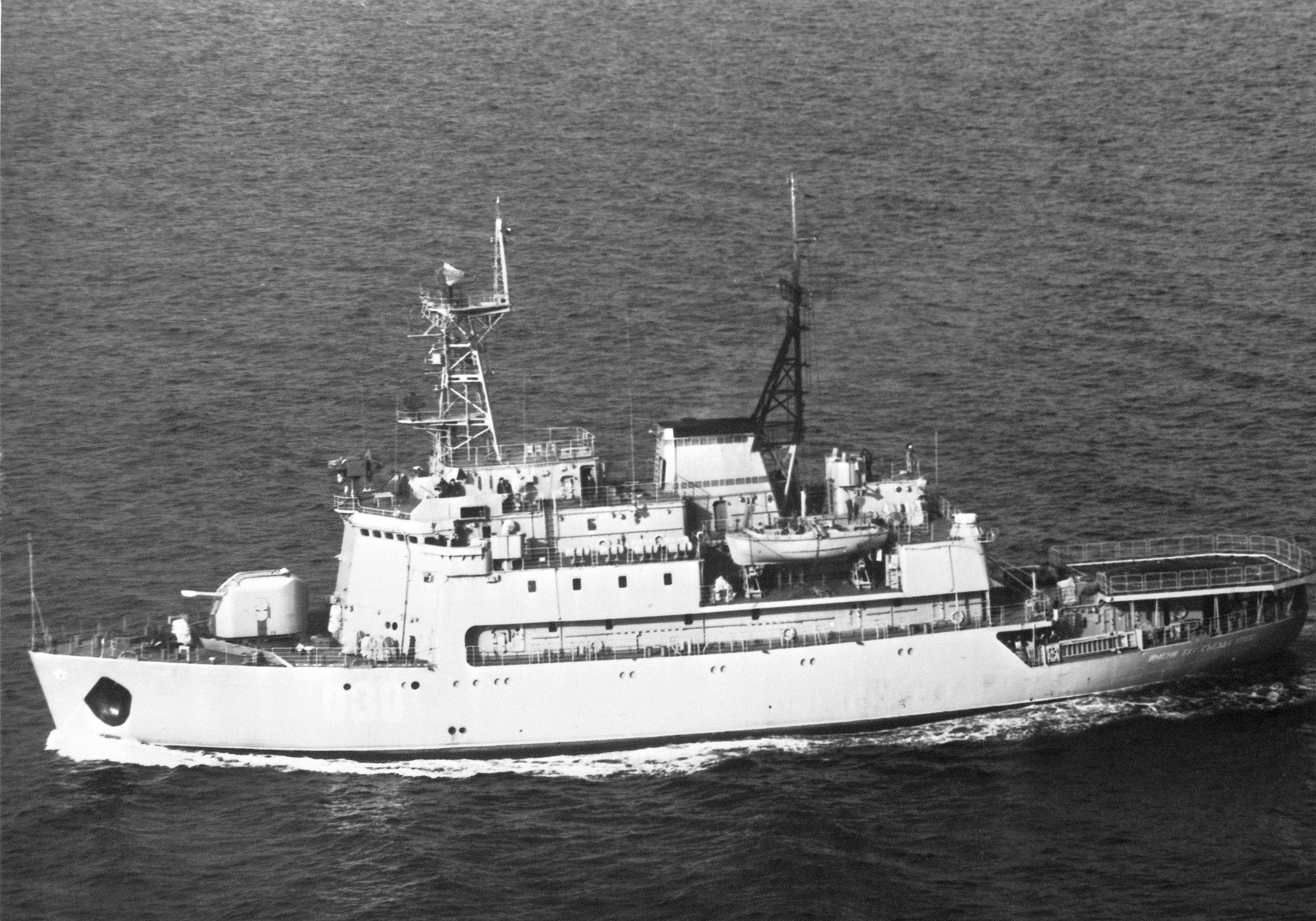
Imeni XXVI sjezda KPSS

Elektroniku tvořil vzdušný vyhledávací radar MR-302 Rubka, systém řízení palby pro 76mm kanóny MR-105 a dva navigační radary Volga. Po roce 2010 byla část systémů modernizována. Plavidla jsou vyzbrojena 76mm dvoukanónem AK-726 a dvěma 30mm systémy blízké obrany AK-630 s optickým zaměřováním. Hlídkové lodě Dunaj a Něva nesou také 16 protiletadlových raketových střel Strela-2. Na zádi se nachází přistávací plocha pro vrtulník Ka-25PS. Plavidla však nenesou hangár pro jejich uskladnění. Pohonný systém tvoří dva elektromotory PG-147, každý o výkonu 2 500 hp a tři diesel-generátory 13D-100, každý o výkonu 1 375 kW. Ty pohání dva lodní šrouby s pevnými lopatkami. Nejvyšší rychlost dosahuje 15 uzlů. Dosah je 10 700 námořních mil při rychlosti 10 uzlů. Autonomie dosahuje 50 dnů.